# Phobolosia aurilinea
Phobolosia aurilinea är en fjärilsart som beskrevs av William Schaus 1912. Phobolosia aurilinea ingår i släktet Phobolosia och familjen nattflyn. Inga underarter finns listade i Catalogue of Life.